# ۵۵ زن برزنجیر
۵۵ زن برزنجیر یک ستاره است که در صورت فلکی آندرومدا قرار دارد.